# Promise Amukamara
Promise Amukamara (Jersey City, 22 gennaio 1993) è una cestista statunitense con cittadinanza nigeriana.

## Carriera
È stata selezionata dalle Phoenix Mercury al terzo giro del Draft WNBA 2015 (36ª scelta assoluta).
Con la Nigeria ha disputato i Giochi olimpici di Tokyo 2020, i Campionati mondiali del 2018 e due edizioni dei Campionati africani (2019, 2021).